# Бьёрнстад, Кетиль
Кетиль Бьёнстад (норв. Ketil Bjørnstad, род. 25 апреля 1952) — норвежский пианист и композитор. Известный писатель-романист (опубликовано порядка 20 книг; в России выходили романы «Пианисты», «Река» и «Дама из Долины»).

## Биография
Сотрудничал с виолончелистом Дэвидом Дарлингом (David Darling), барабанщиком Юном Кристенсеном и гитаристом Терье Рюпдалем (Terje Rypdal).
Кетиль Бьёнстад уже в течение 30 лет работает в импровизационной музыке. Получив классическое музыкальное образование (в Осло, Лондоне и Париже), был учеником Роберта Рифлинга и Амалии Кристи. Кетиль в 1969 году стал солистом Филармонического оркестра Осло. Однако, познакомившись с альбомом Майлса Дэвиса (Miles Davis) In A Silent Way, пианист обратил свои музыкальные устремления в сторону джаза. В 1973 году он впервые сыграл с Юном Кристенсеном и Арильдом Андерсеном. Игра на фортепиано Бьёнстад (прохладная и в то же время полная внутреннего огня) удивительно естественна. В Новосибирске в театре Глобус с 2017 года идёт спектакль по его роману «Пианисты». 